# Аршакуни
Аршакуни́ (арм. Արշակունիներ; армянские Аршаки́ды) — третья царская династия Великой Армении, правившая в I—V веках. Младшая ветвь парфянских Аршакидов.

## История династии
Династия была основана Трдатом I, правившим с 54 по 88 годы (официально с 66) и являвшимся братом парфянского царя Вологеза I. После падения династии Арташесидов в Великой Армении, Рим и Парфия стремились утвердить своих кандидатов на армянский престол. Это противостояние длилось до 63 года когда был заключен Рандейский договор между римским полководцем Гнеем Домицием Корбулоном и Трдатом I. По этому договору представители династии парфянских Аршакидов, первым из которых был Трдат, должны были впредь занимать престол Армении, но как римские вассалы.
После смерти Трдата существуют скудные и иногда противоречивые данные об армянских Аршакидах, их именах, хронологии и генеалогии. Согласно «Encyclopedia Americana» в I—III веках на армянском троне последовательно восседали несколько царских династий, в основном парфянского происхождения. Наиважнейшим из них были Аршакуни, которые были быстро арменизированы и уцелели в Армении после свержения их старшей ветви персидскими Сасанидами. Власть Аршакуни стала наследственной, по всей видимости, после смерти Хосрова I в 216/17 году, когда на трон воцарился его сын Трдат II, став таким образом первым из армянских Аршакидов, выросшим в Армении. В любом случае, несмотря на проблемы в реконструкции истории Армении этого периода, исторические источники свидетельствуют о наличии во время правления Аршакуни крайне оригинальной и ярко выраженной армянской сущности, со своим бытом и институтами. По мнению американского учёного-политолога Р. Паносяна, специализирующегося на развитии армянской идентичности, к концу III века династия, вместе с другими местными дворянскими родами парфянского происхождения, стала армянской и, вероятно, армяноязычной. Таким образом, знать иностранного происхождения была со временем «национализирована» и приобрела идентичность, которая была гораздо ближе к правимому им народу, чем к дворянским семьям, с которыми у них исторически были родственные связи. Вошедшие на трон Армении Аршакиды являлись благочестивыми зороастрийцами, поклоняющимися богу Митра К Аршакуни принадлежал и Трдат III, в правление которого христианство стало государственной религией Армении.
Цари Аршакуни пытались объединить страну и добиться её самостоятельности. После раздела в 387 году Армении Великой между Персией и Римом, стали их вассалами. При поддержке царя Врамшапуха, в 405 году монахом и учёным Месропом Маштоцем был создан армянский алфавит. В 428 году династия Аршакуни пала, а Армянское царство на несколько столетий прекратило своё существование став провинцией Персии (Марзпанство Армения) и Рима (Малая Армения, Византийская Армения, Армениакон).